# Justicia angustibracteata
Justicia angustibracteata är en akantusväxtart som beskrevs av Emery Clarence Leonard. Justicia angustibracteata ingår i släktet Justicia och familjen akantusväxter. Inga underarter finns listade i Catalogue of Life.